# Тулун (станция)
Тулу́н — станция Восточно-Сибирской железной дороги на 4795 километре Транссибирской магистрали . Относится к Иркутскому региону ВСЖД. Расположена в городе Тулуне Иркутской области.

## Пригородное сообщение по станции
| № поезда    | Маршрут движения    | № поезда    | Маршрут движения    |
| ----------- | ------------------- | ----------- | ------------------- |
| Пригородный | Зима — Тулун        | Пригородный | Тулун — Зима        |
| Пригородный | Нижнеудинск — Тулун | Пригородный | Тулун — Нижнеудинск |

## Дальнее следование по станции
По графику 2020 года через станцию проходят следующие поезда:

### Круглогодичное движение поездов
| № поезда   | Маршрут движения           | № поезда   | Маршрут движения           |
| ---------- | -------------------------- | ---------- | -------------------------- |
| 1 "Россия" | Владивосток — Москва       | 2 "Россия" | Москва — Владивосток       |
| 7          | Владивосток — Новосибирск  | 8          | Новосибирск — Владивосток  |
| 11         | Владивосток — Самара       | 12         | Самара — Владивосток       |
| 57         | Иркутск — Тайшет           | 58         | Тайшет — Иркутск           |
| 69         | Чита — Москва              | 70         | Москва — Чита              |
| 71         | Улан-Удэ — Северобайкальск | 72         | Северобайкальск — Улан-Удэ |
| 77         | Нерюнгри — Новосибирск     | 78         | Новосибирск — Нерюнгри     |
| 87         | Иркутск — Усть-Илимск      | 88         | Усть-Илимск — Иркутск      |
| 99         | Владивосток — Москва       | 100        | Москва — Владивосток       |
| 207        | Владивосток — Новокузнецк  | 208        | Новокузнецк — Владивосток  |

### Сезонное движение поездов
| № поезда | Маршрут движения | № поезда | Маршрут движения |
| -------- | ---------------- | -------- | ---------------- |
| 205      | Иркутск — Анапа  | 206      | Анапа — Иркутск  |
| 241      | Иркутск — Адлер  | 242      | Адлер — Иркутск  |
| 269      | Чита — Адлер     | 270      | Адлер — Чита     |